# Wilhelm Ohnesorge

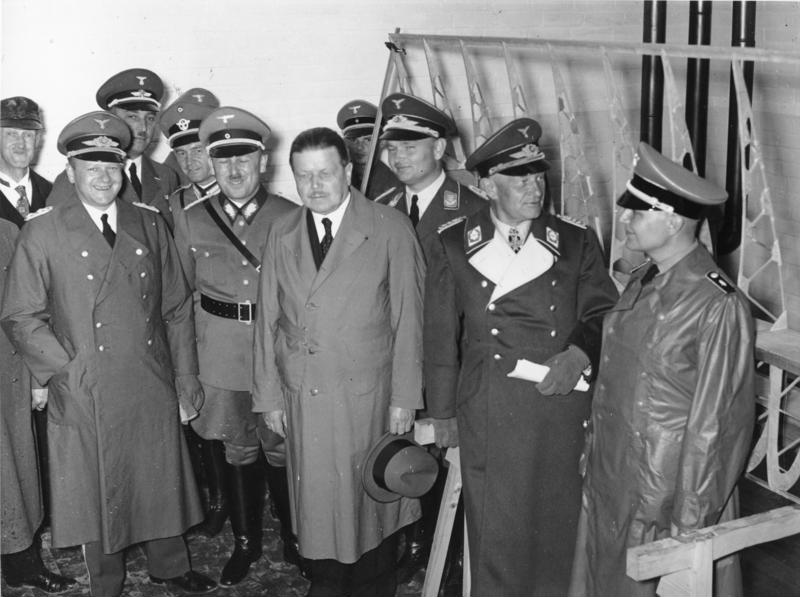
Wilhelm Ohnesorge (med hatt i hand) år 1937.

Wilhelm Ohnesorge, född 8 juni 1872 i Gräfenhainichen, död 1 februari 1962 i München, var en tysk nazistisk politiker.
Ohnesorge var rikspostminister från 1937 till 1945.